# Soleil vert (roman)
Pour le film, voir Soleil vert.
Soleil vert (titre original : Make Room! Make Room!) est un roman de science-fiction de Harry Harrison publié aux États-Unis en 1966 puis traduit en français par Emmanuel de Morati et publié en 1974 aux Presses de la Cité.
Il est adapté au cinéma en 1973 par Richard Fleischer dans le film du même nom.
En 2014, une nouvelle traduction de Sébastien Guillot est publiée par J'ai lu dans la collection Nouveaux Millénaires.

## Résumé
Soleil vert se déroule dans une ville de New York surpeuplée en 1999 (trente-trois ans après l'écriture du roman). Andy Rusch, inspecteur de police de 30 ans, vit dans une demi-pièce qu'il partage avec Sol, un ingénieur à la retraite qui a adapté un vélo pour produire de l'énergie pour un vieux téléviseur et un réfrigérateur.
Lorsque Andy fait la queue pour leur ration d'eau qui ne cesse de diminuer, il assiste à un discours public des Eldsters, des personnes âgées mises à la retraite de force. Une émeute éclate lorsqu'un magasin d'alimentation voisin propose une vente surprise de steaks soylent (soja et lentilles). Le magasin est pillé par la foule. Billy Chung, un Américain d'origine chinoise de 18 ans, s'empare d'une boîte de steaks. Il en mange une partie et vend le reste afin de réunir assez d'argent pour trouver un emploi de messager de la Western Union. Sa première livraison le conduit dans un immeuble d'habitation fortifié, doté des rares luxes de la climatisation et de l'eau courante pour les douches. Il livre son message à un riche homme d'affaires en accointance avec la mafia locale qui se nomme Big Mike O'Brien, et aperçoit Shirl, la maîtresse de Mike, âgée de 23 ans. Billy quitte l'appartement, mais s'organise pour pouvoir rentrer à nouveau dans l'immeuble plus tard sans être vu. Il s'introduit ainsi chez Mike afin de commettre un cambriolage et caresse l'espoir de revoir Shirl, alors absente, mais lorsque ce-dernier le surprend en flagrant délit, Billy le tue accidentellement et s'enfuit les mains vides.
À cause d'un cœur dessiné par Billy dans la poussière d'un soupirail, les associés de Mike suspectent que le meurtre pourrait avoir été commandité par un patron du crime qui essayerait de s'étendre à New York, une menace pour les associés de Mike. Ils s'assurent qu'Andy travaille sur cette affaire jusqu'à ce qu'elle soit résolue.
Au cours de son enquête, celui-ci s'éprend de Shirl. Ils profitent ensemble du luxe de l'appartement de Mike jusqu'à la fin du mois, terme du bail. Ensuite, Shirl emménage avec Andy mais est vite déçue du peu de temps qu'Andy, surmené, lui consacre. Elle finit par coucher avec un homme riche rencontré lors d'une fête.
Pour échapper à la capture, Billy quitte la ville et finit par s'introduire dans le Brooklyn Navy Yard abandonné, où il vient vivre avec Peter, qui attend avec impatience le nouveau millénaire et la fin du monde. Bientôt, ils sont attaqués et déplacés par un trio. Ils trouvent un nouveau foyer dans une voiture. Des mois après le meurtre, Billy décide de rendre visite à sa famille, croyant que la police s'est désintéressée de lui.
Pendant ce temps, Sol décide qu'il ne peut plus rester passif face à la crise de surpopulation de l'humanité. Il se joint à une marche pour protester contre l'annulation d'un projet de loi qui soutient le contrôle de la population. Sol est blessé lors d'une émeute et attrape une pneumonie. Quelques jours après sa mort, une famille odieuse s'empare de son logement, rendant la vie de Shirl et d'Andy beaucoup plus misérable qu'auparavant.
Andy tombe sur Billy Chung et le coince dans la maison de sa famille. Lorsque Billy s'apprête à attaquer Andy avec un couteau, il trébuche et Andy le tue accidentellement. Les gangsters se sont alors désintéressés d'Andy, mais ses supérieurs désapprouvent ses actions, et il est temporairement rétrogradé au rang de simple patrouilleur. Lorsqu'il retourne dans ses quartiers, il découvre que Shirl l'a quitté.
Andy est en patrouille à Times Square le soir du Nouvel An, où il aperçoit Shirl parmi les riches fêtards. Au moment où l'horloge sonne minuit, Andy rencontre Peter, qui est bouleversé par le fait que le monde n'a pas pris fin et qui demande comment la vie peut continuer ainsi. L'histoire se termine par l'écran de Times Square annonçant que « le recensement indique que les États-Unis ont connu la plus grande année de leur histoire, fin du siècle, 344 millions de citoyens ».

## Adaptation cinématographique
Le livre est adapté au cinéma mais l'histoire se déroule en 2022. Si le film est surtout centré sur le secret de fabrication de la nourriture (élément qui n'est pas dans l'histoire de base), le roman diffère légèrement de sa version cinématographique. L'intrigue est principalement centrée sur le risque d'explosion démographique.

## Éditions
- Make Room! Make Room!, Doubleday, 1966, 213 p.
- Soleil vert, Presses de la Cité, coll. « Futurama » no 1, 1974, trad. Emmanuel De Morati, 192 p.
- Soleil vert, Pocket, coll. « Littérature » no 1165, 1975, trad. Emmanuel De Morati, 192 p.
- Soleil vert, Pocket, coll. « Science-fiction » no 5295, 1988, trad. Emmanuel De Morati, 191 p.  (ISBN 2-266-02127-3)
- Soleil vert, in volume Catastrophes, Omnibus, 2005, trad. Emmanuel De Morati, 814 p.  (ISBN 2-258-06972-6)
- Soleil vert, J'ai lu, coll. « Nouveaux Millénaires » no 34, 2014, trad. Sébastien Guillot, 315 p.  (ISBN 978-2-290-07940-9)
- Soleil vert, J'ai lu, coll. « Science-fiction » no 11459, 2016, trad. Sébastien Guillot, 346 p.  (ISBN 978-2-290-07941-6)